# كلودين كلارك
كلودين كلارك (بالإنجليزية: Claudine Clark)‏ هي مغنية مؤلفة ومغنية وملحنة أمريكية، ولدت في 26 أبريل 1941 في ماكون في الولايات المتحدة.

## وصلات خارجية
- كلودين كلارك على موقع IMDb (الإنجليزية)
- كلودين كلارك على موقع ميوزك برينز (الإنجليزية)
- كلودين كلارك على موقع ميوزك برينز (الإنجليزية)
- كلودين كلارك على موقع أول ميوزيك (الإنجليزية)
- كلودين كلارك على موقع ديسكوغز (الإنجليزية)
- كلودين كلارك على موقع ديسكوغز (الإنجليزية)
- كلودين كلارك على موقع ديسكوغز (الإنجليزية)
- كلودين كلارك على موقع ديسكوغز (الإنجليزية)
- كلودين كلارك على موقع قاعدة بيانات الفيلم (الإنجليزية)